# Ottfried Fraisse
Ottfried Fraisse (Namensschreibung in seinen Veröffentlichungen oft Otfried Fraisse; * um 1963) ist ein deutscher Judaist.

## Leben
Nach dem Abitur 1982 erwarb er von 1983 bis 1984 das Graecum und Hebraicum am Sprachenkolleg der Württembergischen Landeskirche und legte 1987 die Zwischenprüfung protestantische Theologie an der FU Berlin ab. Er erwarb 1992 den M.A. in Theologie an der Universiteit van Amsterdam (Thema: „Das Hohelied bzw. die Ästhetik in Franz Rosenzweigs ‚Stern der Erlösung‘“ (cum laude), betreut durch Rochus Zuurmond). 1995 erwarb er den M.A. in Semitischen Sprachen an der Universiteit van Amsterdam (Äquivalenz zum Judaistikstudium in Deutschland wurde am 13. Juli 1995 festgestellt) „Die Entwicklung der Salomon-Figur in Bibel, Midrasch und in der philosophischen Schriftauslegung des Mittelalters“ (summos in Facultate Litterarum honores petat), betreut durch Nico Adriaan van Uchelen. Von 1993 bis 1998 absolvierte er einen Promotionsaufenthalt und Arabisch-Studium an der Hebräischen Universität Jerusalem (Schwerpunkte: Paläographie und Kodicologie, Midrasch, Parshanut, Judeo-Arabisch, Machshevet Jisrael) und erwarb 1998 den B.A. in Arabisch an der Hebräischen Universität Jerusalem.
2000 setzt er sein Arabisch-Studium am Goethe-Institut in Damaskus fort. Nach der Promotion 2003 in Judaistik an der FU Berlin „Moses ibn Tibbons Hohelied-Kommentar und die philosophisch orientierte Schriftauslegung im 13. Jahrhundert in Südfrankreich“ (summa cum laude), betreut durch Giulio Busi war er von 2007 bis 2011 wissenschaftlicher Mitarbeiter am Simon-Dubnow-Institut für jüdische Geschichte und Kultur an der Universität Leipzig. Von 2012 bis 2015 war er Koordinator und wissenschaftlicher Mitarbeiter des Graduiertenkollegs 1728 (Theologie als Wissenschaft – Formierungsprozesse der Reflexivität von Glaubenstraditionen in historischer und systematischer Analyse) an der Universität Frankfurt. Nach der Habilitation 2014 im Fach Jüdische Religionsphilosophie in Frankfurt (Kohärenz von Wissenschaftsgeschichte und Judentum kraft der Transferdynamik kultureller Überschneidungen: Die epistemische Bedeutung des Islam im Werk Ignác Goldzihers). Der Habilitationsvortrag hatte das Thema Einheit und Differenz – Metamorphosen des Konzepts der Prophetie in der muslimisch-jüdisch-christlichen Philosophie des Mittelalters. Er vertrat von 2015 bis 2016 den Lehrstuhl (W2) der Judaistik (Martin-Buber-Institut) an der Universität zu Köln. Seit 2015 war er Privatdozent an der Universität Frankfurt (Antrittsvorlesung: „Kulturelle Fremderfahrung und das Problem ihrer Aneignung – Grundstrukturen 'christlicher' und 'jüdischer' Islamforschung im 19. Jahrhundert“.) Von 2016 bis 2019 vertrat er den Lehrstuhl (W2) am Seminar für Judaistik/Jüdische Studien der Universität Halle. Ab 2019 lehrt er als Lehrstuhlinhaber (W3) des Seminars für Judaistik/Jüdische Studien an der  Universität Halle.
Seine Forschungsinteressen sind rabbinischer Midrasch (Hermeneutik), jüdisch-arabische Philosophie des Mittelalters (Seelenlehre), philosophische Schriftkommentare des Mittelalters (Hermeneutik), jüdische Philosophie der Poesie und Musik (Epistemologie), Judentum unter islamischer Herrschaft (Transkulturalität), Rechtsauslegung in Judentum und Islam (Methodenvergleich), Aufklärung und Islam (Verwissenschaftlichungsprozesse), jüdische Aufklärung (Reinterpretation religiöser Traditionen), Wissenschaft des Judentums (Islamforschung) und moderne jüdische Philosophie (Ästhetik).

## Schriften (Auswahl)
- Moses ibn Tibbons Kommentar zum Hohelied und sein poetologisch-philosophisches Programm. Synoptische Edition, Übersetzung und Analyse. de Gruyter, Berlin 2004, ISBN 3-11-017900-8.
- Salomon ibn Gabirol: Fons vitae. Kapitel I und II. lateinisch, deutsch. Basel 2009, ISBN 978-3-451-28704-6.
- Ignác Goldzihers monotheistische Wissenschaft. Zur Historisierung des Islam. Göttingen 2014, ISBN 978-3-525-35113-0.
- als Herausgeber: Modern Jewish scholarship on Islam in context. Rationality, European borders, and the search for belonging. Konferenzschrift, De Gruyter, Berlin 2018, ISBN 978-3-11-044491-9.